# Sapo (personaje)
Sapo (Mortimer Toynbee) (inglés: Toad) es un supervillano británico que aparece en los cómics estadounidenses publicados por Marvel Comics. Creado por el escritor Stan Lee y el artista / coautor Jack Kirby, apareció por primera vez en The X-Men # 4 (marzo de 1964).
Lo más a menudo se lo representa como un enemigo de los X-Men, y fue originalmente un mutante débil, jorobado, con una capacidad de salto sobrehumana (muy similar a Quasimodo de la novela de Victor Hugo: Nuestra Señora de París). Era el sirviente llorón de Magneto en la alineación de la Hermandad de los Malvados Mutantes de la década de 1960. En algún momento dirigió su propia versión de la Hermandad, que estaba más involucrada en delitos menores que en la liberación mutante.
Desde su inicio, el personaje ha aparecido en numerosas adaptaciones de medios, como series de televisión, películas y videojuegos. Por ejemplo, Ray Park hizo una versión significativamente diferente de Sapo en la película X-Men de 2000, algunos aspectos de este Sapo se han implementado en la versión de cómic. Posteriormente, la mayoría de las versiones de Sapo, escritas o dibujadas después de 2000 se parecen más a la versión de Ray Park que al Sapo original. El español Daniel Medina Ramos interpretó al personaje en Deadpool & Wolverine (2024) uniéndose al Universo Cinematográfico de Marvel. Un Sapo más joven aparece en la película X-Men: días del futuro pasado, interpretado por Evan Jonigkeit.

## Historial de publicaciones
Creado por el escritor Stan Lee y el artista/coguionista Jack Kirby, apareció por primera vez en X-Men #4 (marzo de 1964).

## Biografía ficticia

### Origen
Mortimer Toynbee nació en York, Inglaterra, y fue abandonado por sus padres cuando era muy pequeño. Pasó muchos años en un orfanato, donde fue constantemente atormentado por los otros niños debido a su fealdad y la extraña forma del cuerpo (su apariencia mutante estuvo presente desde su nacimiento). Se le consideraba ser mentalmente inferior debido a su timidez extrema y dificultades de aprendizaje leves durante sus años de escuela primaria, a pesar de que en realidad era bastante inteligente. Dejó los estudios a una edad muy temprana y decidió valerse por sí mismo. Sobre la base de años de abuso y sabiendo muy bien que era un fenómeno, Mortimer desarrolló un complejo de inferioridad severa, llegando a ser servil a cualquiera que le mostró el más mínimo afecto.

### Primera Hermandad de mutantes diabólicos
Más tarde, Mortimer, ahora llamándose Sapo, fue reclutado por Magneto en su original Hermandad de mutantes diabólicos, convirtiéndose en adulador de Magneto. Sapo creyó que Magneto lo amaba, mientras que el villano consideró a este secuaz poco más que un escudo humano. Él también se enamoró de su compañero de equipo, Wanda Maximoff, la Bruja Escarlata, pero ella no respondió a sus sentimientos y lo rechazó por su apariencia y falta de higiene.
Como miembro de la Hermandad de mutantes diabólicos, Sapo colaboró con Magneto, en reiterados enfrentamientos con los X-Men. Magneto trató de utilizarlo para infiltrarse en los X-Men, pero fue desenmascarado. En un momento dado, Magneto y el Sapo fueron capturados por el alienígena Stranger, como parte de su colección de rarezas cósmicas, son encerrados en capullos y llevados en un viaje por el espacio. Magneto logró escapar en una nave espacial, pero con frialdad, abandonó a Sapo. Cuando Magneto fue recapturado por Stranger, al que el Profesor Charles Xavier había comunicado telepáticamente, rescató a Sapo en su segunda huida, pero para entonces la actitud del Sapo hacia su amo ya había empezado a cambiar. Sapo ayudó a Magneto en contra de los X-Men, una vez más, pero se dio cuenta de a Magneto no le importaba en absoluto y se rebeló contra él, huyendo de su guarida con Quicksilver y la Bruja Escarlata.
Sin embargo, pronto él fue capturado por Centinelas y luego liberado por los X-Men. Más tarde fue capturado con Quicksilver y la Bruja Escarlata.

### Carrera Independiente
Algún tiempo después, el Sapo comenzó a estudiar la tecnología del Stranger, para familiarizarse con ella. Él utilizó la tecnología alienígena de Stranger para atacar a los Vengadores. Más tarde, intentó matar a Arcángel en un castillo equipado con trampas de Arcade. Sin embargo, en lugar de eso, transformó el castillo en un parque de diversiones y se convirtió en su cuidador. Sapo fue expulsado al final del castillo por el Doctor Doom, e intentó suicidarse al darse cuenta de que era demasiado dependiente de otros para trabajar en solitario. El conoció y se hizo amigo de Spider-Man, y se asoció con Spider-Kid y Frog-Man como un equipo de superhéroes aventureros, los Misfits.
Finalmente, el Sapo dejó a los Misfits y regresó a la villanía. Trató varias veces secuestrar a la Bruja Escarlata, pero su intento fue frustrado por Quicksilver, Visión y la misma Bruja Escarlata. Más tarde, se alió con el External Gideon, y trató de reactivar a Proteus en una nueva Hermandad.

### Nuevas Hermandades
El Sapo formó su propia versión de la Hermandad de mutantes diabólicos, junto con Blob, Pyro y Phantazia. Él transformó nuevamente a Karl Lykos en Sauron y formó un pacto con Masque y los Morlocks. Su alianza combatió y fue derrotada por Fuerza-X.
La Hermandad de Sapo también luchó contra X-Factor, Darkhawk, Sleepwalker y Spider-Man. Esta Hermandad solo enfrentó a los X-Men una vez. Al final, el Sapo no tuvo el liderazgo suficiente para mantener reunida a la Hermandad y terminó por desintegrarse.
Tiempo después, Sapo reformó la Hermandad ahora acompañado por Blob, Post y Mimic. Esta Hermandad, auxilió al Profesor Xavier y a los X-Men a combatir a una versión perversa de la computadora Cerebro.
Más tarde, todavía luchando con la depresión, el Sapo fue capturado por Prosh junto con Juggernaut, Iceman, Jean Grey y Mystique, como parte de un plan para detener una amenaza global. Sapo se enteró de que su cuerpo deforme era el resultado de experimentos realizados por el padre de Juggernaut, Kurt Marko, en Alamogordo, Nuevo México, que dejó al Sapo con una estructura genética inestable. Equipo del Stranger corrigió sus defectos genéticos, dando lugar a una metamorfosis casi completa: Sapo tenía un aspecto más alto y más delgado y tenía sus poderes aumentados. Entre los cambios más notables era una lengua prensil. A pesar de que su cambio mejoró su autoestima, el Sapo continuó viviendo la vida sin dirección.
Poco después, Sapo se alió con Mystique y Sabretooth en el asalto a la Isla Muir que terminó con el asesinato de la Dra. Moira MacTaggert.

### Torneo sangriento
No mucho tiempo después, Sapo entró en el Torneo Sangriento de Madripoor. En su primera pelea en el torneo, el Sapo envolvió su larga lengua en el villano conocido como Anguila, aplastando los huesos de su oponente y aparentemente matándolo al instante. En la siguiente pelea, sin embargo, el Sapo luchó contra Wolverine. Sus nuevas habilidades tomaron al x-men con la guardia baja y logró causarle daño. Sin embargo, su exceso de confianza llevó a su derrota. Wolverine le perdonó la vida.

### Regreso con Magneto
Sapo hizo una breve reaparición en Genosha algún tiempo después de la destrucción de la isla, haciendo equipo con Paralyzer y Unus para tratar de reconstruir la imagen de Magneto como un monumento a él.
Por razones desconocidas, el Sapo finalmente regresa al lado de Magneto durante su ataque letal a la ciudad de Nueva York. Sin embargo, el Sapo ya no era tan dócil y servil como lo había sido en el pasado, incluso cuestionó abiertamente a Magneto. Magneto, a su vez, ya no es un tirano en su trato hacia el Sapo, que se había convertido en su segundo al mando. Sapo trata de defender a su antiguo maestro, sólo para ser incapacitado por Fantomex, que dispara a sus rodillas. Poco después, Magneto es asesinado por Wolverine y el Sapo desaparece de la escena. Sin que el Sapo lograra descubrirlo, en realidad este Magneto resultó ser Xorn, un profesor del Instituto Xavier que había tomado la identidad de Magneto.

### 198 yCivil War
Durante la saga Dinastía de M, la Bruja Escarlata alteró la realidad, dejando sin poderes a más del noventa por ciento de la población mundial de mutantes, dejando con poderes solo a 198, el Sapo entre ellos. Después de rescatar a Lorelei de anti-mutantes en Ciudad Mutante, el Sapo la escoltó hasta el Instituto Xavier, donde los X-Men había establecido un campamento para refugiados mutantes. Una vez que llegó a la institución que fue emparejado con Fever Pitch como su compañero de tienda de campaña.
Sapo estaba entre el grupo de mutantes que se amotinaron en el campamento 198, con la ayuda de Caliban, Dominó y Shatterstar. El grupo se escondió en lo que creían era un búnker abandonado en el desierto de Nevada. Mientras los X-Men y O * N * E luchaban fuera del búnker, Johnny Dee fue instruido por el traidor General Lazer para sembrar el caos entre los 198. El grupo de mutantes descubrió esto y se volvió contra Johnny Dee, que apuntó con un arma a Domino. Domino causó un fallo de encendido en el arma con sus poderes, lo que le dio al Sapo la oportunidad de derribarlo.
Se reveló entonces que el búnker era en realidad una cámara de explosión en la contención de las armas experimentales. Como la secuencia de autodestrucción se inició, Sapo estaba atrapado dentro de la cámara con el resto de la 198. Los X-Men, haciendo equipo con Bishop, Iron Man y Ms. Marvel encontraron rápidamente una manera de rescatar a los mutantes atrapados.

### Utopía
Sapo es visto más tarde los disturbios en San Francisco, molesto por el hecho de que los mutantes se les ha prohibido a aparearse entre sí para evitar nuevos nacimientos mutantes. Sapo se enfrentan a Cíclope y es derrotado. Luego es visto siendo perseguido junto con Avalancha, Trance, y Dragonesa por H.A.M.M.E.R. Tras ser rescatado por los X-Men, el Sapo se instala en Utopía.

### Regenesis
Después de la pelea entre Cíclope y Wolverine, los X-Men fueron divididos entre Utopía y Westchester. Sapo decidió ir a Westchester con Wolverine quien lo acepta como conserje de la escuela.
Más tarde, Joseph, el clon de Magneto, resucitó en circunstancias desconocidas y forma una nueva Hermandad de Mutantes con Astra y versiones deformadas de Blob, Mente Maestra, Quicksilver, la Bruja Escarlata y el Sapo. Pronto se revela que las versiones mutadas de todos (salvo Astra), son clones creados por Joseph.

## Carácter
El carácter de Sapo ha cambiado con el paso del tiempo. En un principio, era muy ingenuo y carecía de una personalidad fija, era además muy sensible a lo que los demás opinaran, y además se escondía detrás de los demás con tal de no ser lastimado. El nuevo Sapo es menos inseguro de sí mismo, aunque eso no le sube su autoestima. Le encanta molestar a los demás y eso le hace sentirse poderoso frente a ellos, creyendo que ser malvado le da la suficiente seguridad para sentirse bien. Sapo tiene trastorno bipolar y tiene una conducta sádica en cuanto a relacionarse con los demás, llegando al nivel del no confiar en nadie, ni siquiera en sí mismo.

### Apariencia
Sapo tenía el pelo café y los ojos del mismo color. Su altura es de 1.45 m. aproximadamente. En un inicio él era gordo y musculoso, ahora las nuevas versiones muestran un Sapo delgado, de piel verde y en otras, con pelo negro.

## Poderes y habilidades
- Sapo tiene una fuerza descomunal en sus piernas, lo que le proporciona la habilidad de saltar a una altura increíble, sobrepasando los seis metros de altura.

- Una sustancia pegajosa está adherida a los dedos del mutante, algo muy útil cuando se trata de trepar paredes.

- Sapo es ágil, y tiene los reflejos suficientes para evitar disparos, atacar o atrapar una mosca en vuelo.

- La lengua de Sapo es más larga que la de un humano normal, y tan fuerte como cualquier músculo del cuerpo, haciendo de ella una extremidad poderosa en sí. Con esta golpea, agarra y come. La lengua mide aproximadamente tres o cuatro metros de largo.

- Dados los años que Sapo pasó con Magneto y Stranger, éste ha adquirido astucia e inteligencia, siendo un genio para las computadoras y demás máquinas, de manera que logró desarrollar para su defensa un Exoesqueleto metálico. En ocasiones utiliza la ciencia para salirse con la suya, aunque prefiere usar sus piernas para huir de los problemas. Sapo no es tonto, solo cobarde.

- Sapo expulsa de su boca un líquido viscoso que le permite inmovilizar objetos o incluso dejar inconsciente a un humano o mutante.

### Defectos
- Sapo no es muy bueno en combate cuerpo a cuerpo, ya que solo proporciona fuerza en sus pies y en su lengua, además, prefiere ocultarse detrás de aliados más fuertes que él.

- Sapo es un ser repulsivo y con una figura realmente desagradable, y hay que destacar que la higiene del mutante es muy pobre, así que Sapo, literalmente, apesta.

## Otras versiones

### Era de Apocalipsis
Sapo forma parte de los Outcasts, el equipo de rebeldes de Forja.

### Dinastía de M
Sapo aparece como miembro de la Guardia Roja de Wolverine.

### Ultimate Sapo
En esta línea, Sapo también es miembro de la Hermandad original de Magneto. Pero a diferencia de la continuidad regular, el no es servil y pusilánime, sino cruel, viciosa y despiadado.

## En otros medios

### Televisión
- X-Men: Evolution

Sapo que aparece con la voz de Noel Fisher, es un estudiante delincuente de la Secundaria Bayville a quién todos subestiman y sus poderes mutantes pasan desapercibidos la mayor parte del tiempo aunque él no tiene intención de ocultarlos. Desde el comienzo de la serie Sapo se muestra como el primer miembro joven de La Hermandad de Mutantes bajo la supervisión de Mystique y Magneto, antes de que Xavier descubriera sus poderes usando a Cerebro. Posteriormente La Hermandad crece con la llegada de Avalancha, Blob y Quicksilver. Sapo está enamorado de la hija de Magneto, Wanda, alias la Bruja Escarlata y comparte una rivalidad con Nightcrawler. En el último episodio de la serie, el Profesor X tiene una visión del futuro en la que Sapo junto con el resto de La Hermandad formará parte de S.H.I.E.L.D.
En esta versión Sapo es más independiente, sorpresivo y molesto. Aunque se muestra principalmente como un delincuente juvenil mal aconsejado, él ayuda a sus compañeros de equipo de La Hermandad y en ciertas circunstancias trabaja con los X-Men para derribar a Juggernaut, u otras fuerzas que quieren acabar con los mutantes, también ayudó en la lucha contra Apocalipsis en el final de la serie. En el episodio 37 «The Toad, the Witch and the Wardrobe» (El Sapo, la Bruja y el Armario), él juega un papel heroico rescatando a Wanda, y tiene su propio tema musical: T.O.A.D (S.A.P.O) por William Anderson.
Esta versión de Sapo no nació en Inglaterra, sino que es un adolescente Norteamericano llamado Todd Tolansky en lugar de Mortimer Toynbee. En la serie habla con un fuerte acento de Brooklyn. Además parece recordar a sus padres, aunque jamás se especifica que fue de ellos. Él afirma que su madre le aconsejó el refrán de: Si no te quieren, que te teman.
- X-Men: Pryde of the X-Men

Sapo aparece en el episodio piloto de 1989 con la voz de Frank Welker. Él es un adulador deseoso de complacer a Magneto quien apenas lo tolera, y en un momento le dice «ve a hacer algo útil y no juegues en la cámara de aire».
- X-Men

Sapo también apareció en los episodios 52 «Secrets, Not Long Buried» (Secretos recién sepultados) y 76 “Graduation Day” (Un día difícil) de la serie de animación X-Men. En su primera aparición, él es parte de los Children of the Shadow, un grupo de supremacía mutante dirigido por Bill Braddock, alias Solarr.
- Ultimate Spider-Man

En el episodio 3 “Doomed!” (El Terrible Doctor Doom) Spider-Man menciona a Sapo cuando le dice a sus compañeros que lleva un año atrapando villanos. También se puede ver a Sapo apenas por un segundo, recibiendo un puñetazo de Spider-Man al comienzo del episodio 8 «Back In Black» (El impostor viste de negro).
- The Super Hero Squad Show

Al igual que lo hizo en la serie animada de X-Men de 2008, A. J. Buckley repite su papel de Sapo en el episodio “Hulk Talk Smack” (Hulk habla con propiedad). También hay una referencia a la línea que dice Tormenta en la película de X-Men, cuando Thor le lanza un rayo a Sapo en la alcantarilla, dejándolo inconsciente, Silver Surfer responde: ¿Eso es lo que pasa cuando un sapo es alcanzado por un rayo? que decepción.
- Spider-Man and His Amazing Friends

Sapo hace un cameo en un monitor de televisión, cuando Magneto exige que La Hermandad de Mutantes Diabólicos sea liberada de la prisión en el episodio «The Prison Plot». Magneto lo describe como «obediente y súper ágil».
- Wolverine and the X-Men

A diferencia de su predecesora del 2000 que contó con un diseño de personaje original, el diseño de Sapo en esta serie tuvo una fuerte influencia del juego X-Men Legends.

### Cine
- X-Men:

Sapo apareció como un villano en la película del 2000, interpretado por Ray Park. Él es un miembro de La Hermandad de Magneto junto con Mystique y Dientes de Sable, es ágil, posee habilidades acrobáticas, puede saltar grandes distancias, tiene destreza, reflejos, coordinación, equilibrio y una lengua prensil pegajosa de 13 pies (4.0 m), también puede escupir un moco que se endurece casi al instante. Tiene una personalidad diferente de su encarnación de los cómics, confiada y chistosa. Sapo también parece tener un poco de ingenio científico, como se vio cuando estaba trabajando en la máquina de Magneto que puede inducir mutaciones en humanos normales. Él maneja el helicóptero donde Mystique secuestra al senador Kelly, más adelante, cuando los X-Men buscan a Rogue en la estación de tren, Sapo le quita las gafas a Cíclope para distraer a la gente. Durante la batalla final de la película en la Estatua de la Libertad, lucha sólo contra Tormenta, Cíclope y Jean Grey al mismo tiempo, primero comienza por dejar atrapado a Cíclope en una vitrina, luego avienta a Tormenta hasta el segundo piso, después Jean Grey lo mantiene suspendido en el aire, pero Sapo la derrota escupiéndole baba en la cara. Tormenta intenta regresar a detener a Sapo y evitar que le haga daño a Jean pero es derrotada cuando Sapo la patea y la arroja por la puerta vacía del elevador. Tormenta se recupera de la paliza y regresa volando para enfrentarse nuevamente a Sapo antes de que continúe lastimando a sus amigos. Tormenta arroja a Sapo fuera de la estatua pero él se las arregla para enredar su lengua en una viga de soporte y Tormenta electrocuta su lengua con un rayo, el impacto lo hace caer al Río Hudson.
- X-Men Origins: Wolverine:

En la película de 2009 apareció un personaje idéntico a Sapo pero nunca fue acreditado como tal, por lo que también se desconoce el actor que lo interpretó. Debido a que tiene las mismas características incluyendo su lengua larga, los fanáticos afirman que es la versión adolescente de Sapo, aunque ciertamente el estudio jamás lo confirmó. No obstante, Mathieu Aerni, uno de los artistas de Luma Pictures que produjo los efectos visuales para la película, revela en su sitio web de arte que la intención realmente era introducir a Sapo en la escena de La Isla.
- X-Men: días del futuro pasado:

Sapo aparece nuevamente en la película de 2014. Esta vez es interpretado por Evan Jonigkeit, el personaje tiene un aspecto diferente a su primera aparición; él posee su lengua larga y tiene la piel moteada. En la entrevista en la que reveló el papel, Jonigkeit dijo «Leí muchos de los cómics. Descubrí la historia de mi personaje, que es Sapo» y comentó «Los fanáticos de X-Men sabrán que Ray Park lo interpretó en la primera película, así que es una historia de generación de cómo llegó a ser. Es bastante cool». Él aparece brevemente como un soldado americano en un escuadrón de mutantes -junto con Alex Summers- a quien William Stryker estaba por llevar para ponerlo bajo la custodia de Bolivar Trask como parte de sus esfuerzos anti-mutantes antes de que sean rescatados por Mystique. Luego se lo ve por unos momentos trabajando en un restaurante mientras mira la transmisión de Magneto por televisión.
Esta película generó errores de continuidad que afectaron a distintos personajes, incluyendo a Sapo ya que aquí fue interpretado por un actor prácticamente con la misma edad que tenía Ray Park en la primera película del 2000 viéndose como un joven adulto que no envejece en tres décadas a pesar de que Sapo no es un mutante con factor curativo que retrasa su envejecimiento como Wolverine. También contradice a X-Men Origins: Wolverine, película ambientada aproximadamente una década después del pasado de 1973 la cual establece que Sapo era un adolescente en los 80.
- Deadpool & Wolverine:

Sapo aparece nuevamente en la película de 2024, ahora parte del Universo cinematográfico de Marvel.Habiéndose unido a la tripulación de Cassandra Nova después de ser desterrado al Vacío por la Autoridad de Variación Temporal, él luchó contra Wolverine y Deadpool, y los capturó. Sin embargo, cuando la Resistencia, junto con Deadpool y Wolverine, lideraron un asalto final en el Complejo de Nova, Toynbee fue asesinado por Blade en la batalla resultante.

### Videojuegos
- X-Men: Mutant Academy
- X-Men: Mutant Academy 2
- X-Men Legends II: Rise of Apocalypse
- X-Men: Next Dimension
- Marvel: Avengers Alliance
- Lego Marvel Super Heroes
- Marvel Heroes